# Hertog Jan Brouwerij

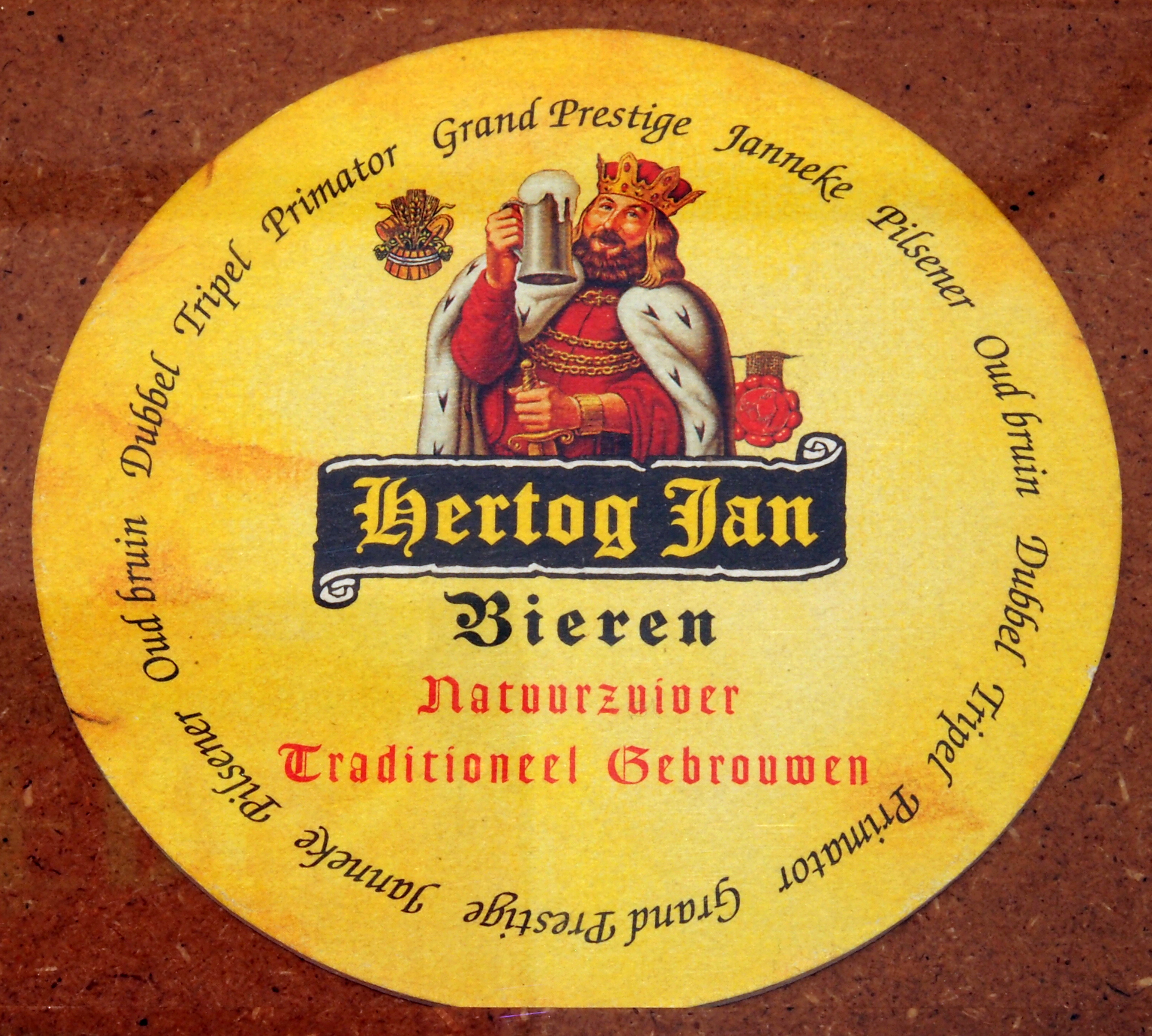
Hertog Jan bierviltje

Hertog Jan Brouwerij is een Nederlandse brouwerij gevestigd in Arcen.

## Geschiedenis
Op 2 maart 1915 wordt Stoombierbrouwerij de Vriendenkring in Arcen opgericht door vier brouwers, Leopold Haffmans (Brouwerij de Roobeek), Gerard van Dijk (Brouwerij de Oranjeboom, Broekhuizenvorst), August Schraven (Brouwerij het Anker, Lottum) en Gerard van Soest. De brouwerij werd uitgerust met een stoommachine en brouwde, in tegenstelling met de gewoonte in die tijd, enkel bier van ondergisting, met de naam VK bier. Dit bier werd afgevuld in beugelflessen en houten vaten. Tijdens de Tweede Wereldoorlog had de brouwerij zwaar te lijden en in 1945 moest men beginnen met de wederopbouw. Maar door de crisis en een ondermaatse bierafzet kwam de brouwerij in de financiële problemen. In 1949 werden alle aandelen verkocht aan Bierbrouwerij de Drie Hoefijzers te Breda. De brouwerij en het merk VK Bier bleven bestaan en in 1956 werd de oude brouwerij gemoderniseerd en verbouwd.

In 1968 werd, wederom wegens financiële problemen, Brouwerij de Drie Hoefijzers overgenomen door de Engelse brouwerijgroep Allied Breweries Limited. In oktober 1980 werd door de brouwerijgroep besloten de brouwerij in Arcen en de bottellijn in Helmond te sluiten.

Toon van de Reek (werkzaam in Helmond) besloot, samen met twee vennoten, de Arcense brouwerij zelf te gaan exploiteren. De brouwerij ging verder onder de naam Arcense Stoombierbrouwerij en vanaf 1981 werd er opnieuw bier gebrouwen, ditmaal enkel bieren van hoge gisting. Zij kregen daarbij financieel steun van groothandel De Kikvorsch. Hertog Jan is het merk dat vanaf de oprichting in 1981 werd geïntroduceerd door groothandel De Kikvorsch als hun huismerk. Zij lieten het laaggegist bier - pilsener en oud bruin - brouwen bij bierbrouwerij Dommelsch (toen al onderdeel van het Belgische Artois) en het hooggegist bier bij de Arcener bierbrouwerij. De Kikvorsch werd in 1986 overgenomen door diezelfde Dommelsch.
De geschiedenis herhaalt zich en op 29 oktober 1992 werd de Arcense Bierbrouwerij ingelijfd door de Verenigde Bierbrouwerijen Breda-Rotterdam/Allied Breweries Nederland, wier naam vanaf 5 april 1993 gewijzigd werd in Oranjeboom Bierbrouwerij. Op zijn beurt werd deze brouwerij overgenomen in 1995 door het toenmalige Interbrew Nederland, (later: AB InBev-groep) die ook de Dommelsch brouwerij bezat. In 1998 werd de naam van de brouwerij gewijzigd van Arcense Stoombierbrouwerij naar Hertog Jan Brouwerij.
Hertog Jan is vernoemd naar de 13e-eeuwse hertog Jan I van Brabant die, naar verluidt, van feesten hield waar het bier rijkelijk vloeide. De laatste versie van het merklogo en de visuele identiteit is gemaakt door brandingbureau Osborne Pike.

## Bieren

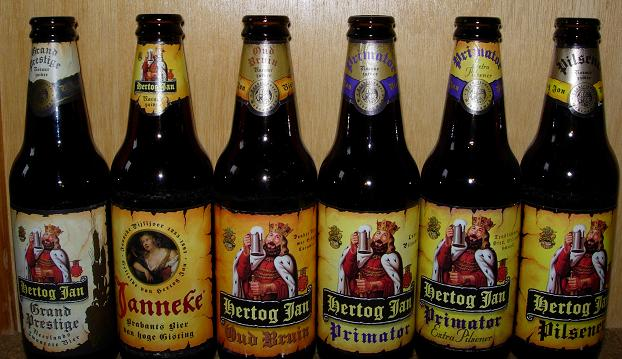
Hertog Jan-flesjes

### Huidig assortiment
- Hertog Jan Bockbier (ook in het verleden uitgebracht als Hertog Jan Arcener Bockbier)
- Hertog Jan Dubbel
- Hertog Jan Enkel
- Hertog Jan Grand Pilsener
- Hertog Jan Grand Prestige (ook in het verleden uitgebracht als Magnus)
- Hertog Jan Grand Prestige Brut
- Hertog Jan Karakter
- Hertog Jan Lentebock (ook in het verleden uitgebracht als Hertog Jan Meibock)
- Hertog Jan Winterbier
- Hertog Jan Pilsener
- Hertog Jan Arcener Tripel (vroeger simpelweg Hertog Jan Tripel en daarvoor Hertog Jan Dark)
- Hertog Jan Weizener
- Hertog Jan 0,0

### Uit het assortiment
- Hertog Jan Hoogstpersoonlijk
- Hertog Jan Janneke
- Hertog Jan Oud Bruin
- Hertog Jan Oud Limburgs
- Hertog Jan Primator (ook in het verleden uitgebracht als Primator (zonder Hertog Jan), Primator Oer Bock en Primator Extra Pilsener)
- Hertog Jan Speciaal
- Hertog Jan Uitverkoren
- Hertog Jan Oerblond
- Het Elfde Gebod (in 2016 nog eenmalig uitgebracht ter ondersteuning van Kika)[4]
- Hertog Jan Ongekend HJA15/1, HJA15/2 en HJA16/3[5][6]
- Hertog Jan Bastaard Appel en Citroen
- Hertog Jan Bastaard Gember en Citroen

### Als voormalig Arcener Stoombierbrouwerij
- Altforster Alt
- Arcener Grand Prestige
- Arcener Pilsener
- Arcener Stoombier
- Arcener Stout (ook uitgebracht als Jan Primus van Arcener Stout)
- Arcener Tarwe
- Arcener Winterbier
- Arcener Oerbock
- Laafse Lurk
- Lieve
- Lieve Royale
- Witte Raaf (in 2019 eenmalig opnieuw uitgebracht i.s.m. Bronckhorster Brewing Company)
- Oud Limburgs
- Het Elfde Gebod